# Doddabasavanahalli, Hassan
Doddabasavanahalli là một làng thuộc tehsil Hassan, huyện Hassan, bang Karnataka, Ấn Độ.